# Mount Wanniassa
Mount Wanniassa är ett berg i Australien. Det ligger i territoriet Australian Capital Territory, i den sydöstra delen av landet, nära huvudstaden Canberra. Toppen på Mount Wanniassa är 890 meter över havet, eller 238 meter över den omgivande terrängen. Bredden vid basen är 7,7 km.
Runt Mount Wanniassa är det tätbefolkat, med 286 invånare per kvadratkilometer.. Närmaste större samhälle är Canberra, nära Mount Wanniassa. 
Runt Mount Wanniassa är det i huvudsak tätbebyggt. Genomsnittlig årsnederbörd är 990 millimeter. Den regnigaste månaden är februari, med i genomsnitt 169 mm nederbörd, och den torraste är maj, med 39 mm nederbörd.